# ТВ 100
ТВ 100 је прва недржавна ТВ станица у Грчкој. Припада општини Солун, коју је 1988. године основао тадашњи градоначелник града Сотирис Кувелас, који је био градоначелник до 1989. године, а годину дана касније основао је ТВ станицу са националном покривеношћу у Атини, Нови канал, а касније и Темпо ТВ. Ова два канала већ неко време раде заједно размењујући програме и билтене вести.
Истовремено са лансирањем ТВ 100, општина Солун је први пут у северној Грчкој емитовала неколико страних сателитских канала на алтернативни начин на који смо у то време гледали јавну телевизију, активност је касније пратила државна радиодифузна организација широм земље. Х опсег у земаљском преносу је ограничен само у региону Македоније, али се преноси дигитално у Централној Македонији, али се шири широм земље преко платформе Цосмоте ТВ или путем сателита или кабла или ИПТВ-а са Цонн-Кс.